# Triunfo Potiguar
Triunfo Potiguar är en kommun i Brasilien.   Den ligger i delstaten Rio Grande do Norte, i den östra delen av landet, 1 600 km nordost om huvudstaden Brasília. Antalet invånare är 3 366.
Omgivningarna runt Triunfo Potiguar är huvudsakligen savann. Runt Triunfo Potiguar är det glesbefolkat, med 14 invånare per kvadratkilometer.